# Sipos Dávid
Sipos Dávid, egyes forrásokban Kidei Sipos Dávid (?–Kide, 1762) kidei kőfaragó mester, az erdélyi reneszánsz egyik legkiválóbb mestere. A kortárs Rettegi György ezt jegyezte fel róla: „kőfaragó Sípos Dávid, ez jó asztalos, jobb kőmíves, kőfaraagó pedig speciális, úgy, hogy Erdélyben mássa nem volt, a dési, bonczhidai, drági, köblösi prédikálló székek az ő munkáji voltak a nyavajásnak, más helyekre is sokat csinált, kár, hogy egy tanítványa sem maradott.”

## Élete
Kidén élt és dolgozott kőfaragó műhelyében.

## Munkássága

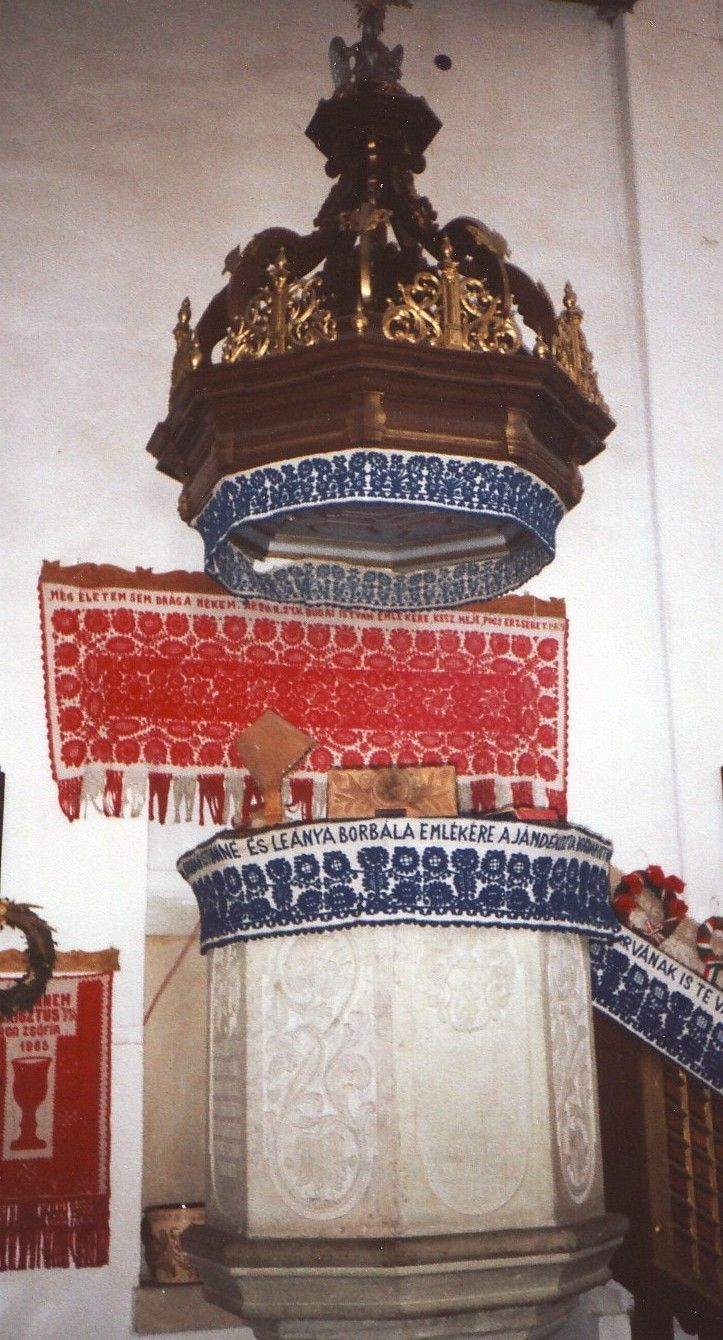
Bánffyhunyadi templom szószéke

Munkássága az erdélyi „virágos reneszánsz" része. Faragványaiban egyesítette az észak-olasz reneszánsz díszítő motívumait a magyar népművészet virágaival és gyümölcseivel.
1741-1754 közötti korszakát síkszerű faragású, szélesen kibontott szirmok, lendületesen vezetett indák, festményszerű kontúrok jellemezték. 1755-1762 közötti korszakát plasztikusabb, letisztultabb formák, kialakult motívumkincs jellemezte, indái középen kidomborodva vezetik a tekintetet, faragásainál nagyobb hangsúlyt kapott a fény-árnyék hatás.[forrás?]
Virágmintáit – egyszerűsített formában, a népművészethez közelítve – a  falusi  kőfaragók  is  átvették.

### Faragott kőszószékek
- Apa, 1759[3]
- Avasújváros, 1759[6]
- Bonchida, 1720[7]
- Báboc (Nyirő József közbenjárására a kidei római katolikus templomba került),[8] 1747
- Csomafája, 1745[8]
- Dés, 1752[9]
- Drág; a drági református templom lebontása után a bánffyhunyadi református templomba került[10]
- Erdőszentgyörgy, 1760[11]
- Hadad, 1754[12]
- Kide[13]
- Magyargyerőmonostor, 1742[14]
- Magyarköblös,[15] 1745
- Magyarzsombor, 1742[10]
- Tancs, 1758[16]
- Tötör[11]
- Türe, 1759[10]

### Egyéb munkái
- A bonchidai Bánffy-kastély oldalszárnya előterének három faragott ajtókerete, 1720–1722[3]
- A kolozsvári Újhelyi-ház faragott ablakszemöldökkövei, 1724[17]
- Sirfedő a csomafáji református templomban, 1727[8]
- A kendilónai Teleki-kastély javításán dolgozott 1728-ban[18]
- A tötöri Keczeli-kúria építése, 1747[3]
- A kidei görögkatolikus (utóbb ortodox) templom úrasztala[19]